# Escuadrilla Aeronaval de Vigilancia Marítima
La Escuadrilla Aeronaval de Vigilancia Marítima (EA1V) es una unidad táctica de la Armada Argentina creada en 1996 con asiento en la Base Aeronaval Punta Indio, provincia de Buenos Aires, y dependencia del Comando de la Aviación Naval (COAN). Su dotación es el material Beechcraft B-200 Super King Air y Beechcraft TC-12B Huron.

## Historia
La Escuadrilla Aeronaval de Vigilancia Marítima se creó el 1 de abril de 1996 para operar los aviones Beechcraft King Air 200 Cormorán. Se creó como parte de la Escuadra Aeronaval N.º 6. Posteriormente pasó a integrar la Escuadra Aeronaval N.º 4 y luego la Escuadra Aeronaval N.º 1. Estaba basada en la Base Aeronaval Almirante Zar, y se cambió a la Base Aeronaval Punta Indio en el año 2008. Sus aeronaves, Super King Air 200, fueron modificadas mediante el “Proyecto Cormorán” a los efectos de mejorar sus capacidades (sensores y autonomía) para los vuelos de control del tráfico marítimo y pesca ilegal en la Zona Económica Exclusiva. Esta escuadrilla aeronaval se erigió como una amalgama de varios destinos aeronavales y principalmente como sucesora de la Escuadrilla Aeronaval de Reconocimiento (EA4R), condecorada por “operaciones de combate” por su actuación en la guerra de Malvinas. El 14 de julio de 2023, la Escuadrilla reforzó sus capacidades con la llegada de la primera aeronave Beechcraft TC-12B Huron, de un total de dos, adquiridas conjuntamente con la Fuerza Aérea Argentina de los excedentes de la Armada de los Estados Unidos. La segunda aeronave arribó a principios de 2025.
El 27 de noviembre de 2024 la aeronave Beechcraft TC-12B Huron aterrizó en la base antártica conjunta Petrel cumpliendo en hacer el primer vuelo de un avión de la Armada Argentina al continente antártico desde 1972.